# Phil Fondacaro

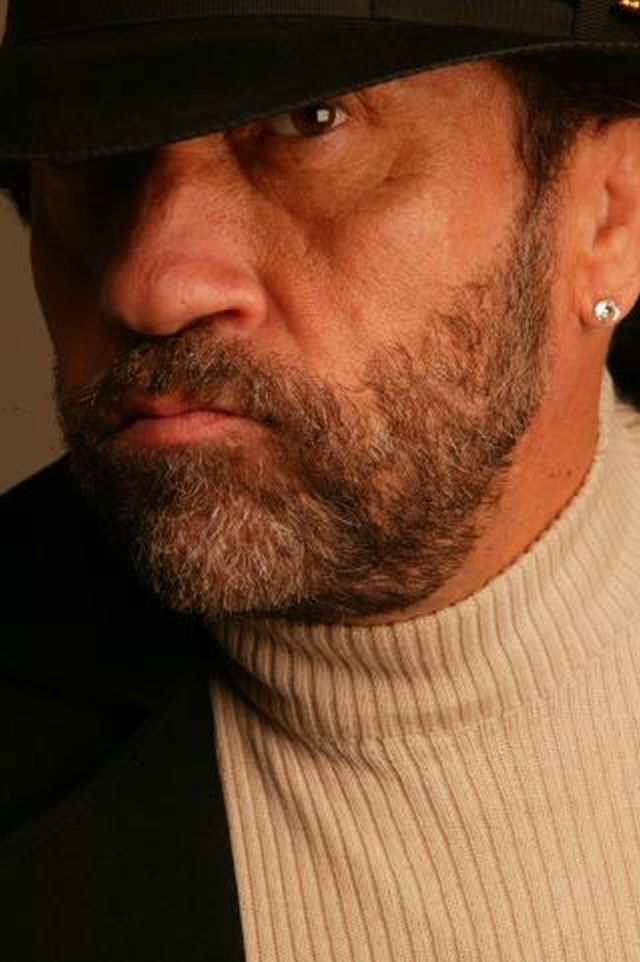
Phil Fondacaro

Phil Fondacaro (* 8. November 1958 in New Orleans) ist ein kleinwüchsiger US-amerikanischer Schauspieler mit einer Größe von 1,07 m. Seine Filmkarriere begann 1981 mit dem Film Under the Rainbom. 1988 in dem Film Willow drehte er an der Seite von Warwick Davis. Unter anderem spielte er in der Serie Sabrina – Total Verhext! Sabrinas Cousin „Roland“. Zudem hatte er zahlreiche Auftritte in Horrorfilmen wie Das Böse II und Land of the Dead.
Im Jahr 2001 heiratete er Elena Bertagnolli, Managerin von Verne Troyer.

## Filmografie (Auswahl)
- 1981:  Under the Rainbow
- 1983: Die Rückkehr der Jedi-Ritter (Return of the Jedi)
- 1984: Hardrock-Zombies (Hard Rock Zombies)
- 1985: Taran und der Zauberkessel (The Black Cauldron, Stimme von Kribbel)
- 1986: Invasion vom Mars (Invaders from Mars)
- 1986: Troll
- 1987: Die Schmuddelkinder (The Garbage Pail Kids Movie)
- 1988: Ghoulies II
- 1988: Das Böse II (Phantasm II)
- 1988: Memories of Me
- 1988: Willow
- 1993: Halloween Twins, jetzt hexen sie doppelt (Double, Double, Toil and Trouble, Fernsehfilm)
- 1993: Tod im Spielzeugland (Dollman vs. Demonic Toys)
- 1996: Bordello of Blood
- 1997: Evil Zombies – Die unglaublichen Untoten
- 1997–2000: Sabrina – Total Verhext! (Sabrina, the Teenage Witch, Fernsehserie, 5 Folgen)
- 1998: Addams Family – Und die lieben Verwandten (Addams Family Reunion)
- 2004: Der Polarexpress (Synchronsprecher)
- 2005: Land of the Dead